# Claude Haegi
Claude Haegi, né le 24 octobre 1940 à Genève, est une personnalité politique suisse, membre du Parti libéral.

## Biographie
Claude Haegi naît le 24 octobre 1940 à Genève. 
Il est marié depuis 1997 à Enza Testa Haegi, éditrice et fondatrice en 1994 du Cercle des dirigeants d'entreprise. 

## Parcours politique
Claude Haegi préside le Parti libéral genevois de 1970 à 1972. 
Il est membre de l'exécutif de la ville de Genève entre 1983 et 1989. Juste avant la fin de son mandat en 1989, il signe le premier et dernier bail associatif de la ville de Genève avec l'association des habitants du 8 rue Rue Lissignol. Il est maire de la ville de Genève en 1987-1988. 
Au niveau cantonal, il siège à deux reprises au Grand Conseil, de 1972 à 1983 et de 1997 à 2001.
Il est membre du Conseil d'État de 1989 à 1997, à la tête du département de l'intérieur, et le préside en 1993-1994. Il n'est pas retenu (88 voix) comme candidat par les délégués de l'assemblée de son parti pour un troisième mandat en 1997, celle-ci préférant finalement présenter Michel Balestra (138 voix) aux côtés de la sortante Martine Brunschwig Graf (148 voix).
De 1996 à 1998, il préside le Congrès des pouvoirs locaux et régionaux du Conseil de l'Europe, où il siège de 1983 à 2001,.

## Autres mandats
Expert et observateur avec statut consultatif depuis 2001, il devient président de la Fondation européenne pour le développement durable des régions en 2011.
Entre 1989 et 1997, il copréside, avec le préfet de Rhône-Alpes, le Comité Régional Franco-Genevois.
Il préside la Fondation Denis de Rougemont pour l'Europe depuis 1994, la Fondation pour l'économie et le développement durable des régions d'Europe depuis 1996 et Lignum Genève, la faîtière de la filière forêt et bois sur le canton de Genève.

## Publications
- La Région, notre avenir, Éditions Slatkine, 1993[6].
- L’Europe des régions, Éditions Georg, 1995[6],[14].
- Diamant Alpin, Genève, Lyon, Turin, avec la collaboration d’Umberto Agnelli et d’Alain Mérieux, Editions Slatkine, 1997[12],[14].
- Léman - Mont-Blanc, Nouvelle région d'Europe, Éditions Slatkine, 1997[6].

## Distinctions
- Médaille Pro-Mérito du Conseil de l’Europe[6]
- Officier de la Légion d’Honneur[6]
- Ordre national du Lion du Sénégal[6]